# Чижовське водосховище

53°50′41″ пн. ш. 27°37′00″ сх. д. / 53.84472222° пн. ш. 27.61666667° сх. д.
Чижовське водосховище (біл. Чыжоўскае вадасховішча) — водосховище в складі  Вілейсько-Мінської водної системи, оживляє ландшафт мікрорайонів Чижівка та  Серебрянка в Мінську. Поблизу водосховища знаходиться православний храм на честь ікони Божої Матері «Мінська» і споруджуваний поруч храм на честь Георгія Побідоносця,  парк ім. 900-річчя м. Мінська та парк ім. Грекової. По інший бік від дамби Чижовського водосховища розташований Мінський зоопарк.
Водосховище забезпечує технічною водою ТЕЦ-3 і шістнадцять підприємств міста.
|  | Відхилення від проектного режиму експлуатації Чижовського водосховища, - розповідає завідувач кафедри водопостачання та водовідведення БГПА, доктор технічних наук, професор Едуард Міхневич, - а також нерегламентований скидання в нього недостатньо очищених стічних вод призвели до зниження водообміну, зміни гідрохімічного й теплового режимів, підвищенню концентрації забруднюючих речовин. Дуже сильно забруднений мул. Так, наприклад, вміст у ньому канцерогенно небезпечного з'єднання бензопірену перевищує гранично допустиму концентрацію (ГДК) в 40 - 50 разів, а фенолів - у тисячу. У багатьох пробах зафіксовано перевищення ГДК по важких металів, по хрому, зокрема, в тисячу разів. |

На очищення водосховища у 2010 році витрачено 6 млрд  рублів. Сумарна вартість очистки складе до 100 млрд рублів.
В 2010 році на водосховищі введена в лад мала ГЕС з двома гідроагрегатами сумарною потужністю 260–300 кВт електроенергії.
Популярне місце літнього та підлідного лову риби.